# 高自友
高自友（1963年9月—），男，安徽人，中国交通运输科学家。

## 生平
长期供职于北京交通大学，担任教授、系统科学研究所所长。2008年，担任轨道交通控制与安全国家重点实验室主任、国家自然科学基金委员会管理学部副主任。

## 奖项和荣誉
2003年，当选俄罗斯自然科学院外籍院士。2011年，他主持完成的“基于行为的城市交通流时空分布规律与数值计算”项目获得国家自然科学奖二等奖。